# Radiológiai fegyver
A radiológiai fegyver olyan eszköz, melynek célja az ellenség radioaktív sugárzással való megbetegítése, vagy az ellenség életterének, ivóvíz- és táplálékforrásainak sugárzással való tönkretétele. 
A gyakorlatban az úgynevezett piszkos bomba jellegű fegyvereket sorolják e kategóriába. E fegyverek hagyományos, kémiai robbanóanyagot használnának sugárzó anyag (pl. atomerőművek fűtőanyaga) szétszórására. Az egyes államok és hadseregeik nem rendszeresítenek ilyen fegyvereket, hiszen ennek használata maradandóan lakhatatlanná tenné az érintett területet, és politikailag is elfogadhatatlan volna.
E fegyvertípus ugyanakkor vonzó lehet terrorista szervezetek számára, melyek ugyan nem képesek nukleáris fegyvert készíteni vagy megszerezni, de egy-egy piszkos bomba bevetésével egész nagyvárosokat tehetnének lakhatatlanná. A piszkos bombát potenciális pusztító ereje miatt gyakran tömegpusztító fegyvernek tekintik.